# Onthophagus solisi
Onthophagus solisi là một loài bọ cánh cứng trong họ Bọ hung (Scarabaeidae).